# Búvárcsibefélék
A búvárcsibefélék (Heliornithidae) a madarak osztályának darualakúak (Gruiformes) rendjébe tartozó család. 3 nem és 3 faj tartozik a családba.

## Rendszerezés
A család az alábbi nemeket és fajokat foglalja magában.
- Podica  (Lesson, 1831) – 1 faj
  - Pettyes búvárcsibe (Podica senegalensis)

- Heliopais  (Sharpe, 1893) – 1 faj
  - Álarcos búvárcsibe (Heliopais personata)

- Heliornis (Bonnaterre, 1791) – 1 faj.
  - Törpebúvárcsibe (Heliornis fulica)